# Mello Koolman toernooi
Het Mello Koolman toernooi is een open damtoernooi dat vanaf 1985 jaarlijks in Groningen wordt gespeeld. Het wordt georganiseerd door Damgenootschap Het Noorden, dat in 1905 werd opgericht.
Het toernooi begon als een eendagstoernooi op zaterdag en wordt tegenwoordig met rapidtempo op de vrijdagavond (drie rondes) en zaterdag (vijf rondes) van het eerste weekend van september gespeeld. De hoofdprijs bedraagt €250,-. 
Recordwinnaar met zeven overwinningen is voormalig wereldkampioen Roel Boomstra (in 2012, 2014, 2019, 2021, 2022, 2023 en 2024). Daarna volgt Jean Marc Ndjofang met vier toernooioverwinningen (in 2006, 2007, 2010 en 2016). Drie toernooioverwinningen zijn behaald door veelvoudig Fries kampioen Tjalling Goedemoed (in 1997, 1998 en 2002) en voormalig Nederlands kampioen (2002) Martin Dolfing (in 1999, 2003 en 2009). Het toernooi is twee keer gewonnen door voormalig jeugdwereldkampioen Bauke Bies, de Senegalees N'diaga Samb, voormalig Nederlands kampioen (1995) Auke Scholma, Michiel Kroesbergen en Leopold Sekongo. 

## Winnaars
| - 1985: Siep Buurke - 1986: Bauke Bies - 1987: Jaap Huizinga - 1988: Bauke Bies - 1989: Auke Scholma - 1990: Herman Spanjer - 1991: Rein van der Pal - 1992: N'Diaga Samb | - 1993: Ron Heusdens - 1994: Jacob Okken - 1995: Fred de Koning - 1996: Jan Mente Drent - 1997: Tjalling Goedemoed - 1998: Tjalling Goedemoed - 1999: Martin Dolfing - 2000: N'Diaga Samb | - 2001: Auke Scholma - 2002: Tjalling Goedemoed - 2003: Martin Dolfing - 2004: Flaubert Ndonzi - 2005: Auke Scholma - 2006: Jean Marc Ndjofang - 2007: Jean Marc Ndjofang - 2008: Ben Provoost | - 2009: Martin Dolfing - 2010: Jean Marc Ndjofang - 2011: Michiel Kroesbergen - 2012: Roel Boomstra - 2013: Michiel Kroesbergen - 2014: Roel Boomstra - 2015: Maikel Palmans - 2016: Jean Marc Ndjofang | - 2017: Leopold Sekongo - 2018: Leopold Sekongo - 2019: Roel Boomstra - 2020: toernooi gecanceld - 2021: Roel Boomstra - 2022: Roel Boomstra - 2023: Roel Boomstra - 2024: Roel Boomstra |

Flaubert Ndonzi en Jean Marc Ndjofang komen uit Frans-Kameroen en spelen veel internationale toernooien. Ndonzi won onder andere het Open NK Dammen in Nijmegen in 2008. 
N'Diaga Samb komt uit Senegal en woont in Nederland. Op de wereldranglijst staat hij in 2010 op de 8ste plaats.